# Joanna Cygler
Joanna Agnieszka Cygler (ur. 21 maja 1967 w Warszawie) – polska ekonomistka, doktor habilitowany nauk ekonomicznych w zakresie nauk o zarządzaniu, nauczyciel akademicki w Szkole Głównej Handlowej w Warszawie.

## Życiorys
Absolwentka Szkoły Głównej Handlowej w Warszawie (1991). W 1999 uzyskała w Kolegium Zarządzania i Finansów SGH stopień doktora nauk ekonomicznych w zakresie nauk o zarządzaniu za pracę Zmiany zachodzące w pozycji i strategii rynkowej oraz systemie zarządzania przedsiębiorstw polskich pod wpływem aliansów strategicznych z partnerami zagranicznymi, za który w 2000 otrzymała Nagrodę im. Karola Adamieckiego. W 2009 uzyskała stopień doktora habilitowanego w tej samej dyscyplinie (specjalność zarządzanie strategiczne) na podstawie rozprawy Kooperencja przedsiębiorstw. Czynniki sektorowe i korporacyjne. Jej książka pod tym samym tytułem zdobyła nagrodę w IX edycji konkursu na prace habilitacyjne Komitetu Nauk Organizacji i Zarządzania PAN.
W latach 1991–2016 kolejno asystent, adiunkt i profesor nadzwyczajny w Katedrze Zarządzania w Gospodarce SGH (od 2013 Zakład Zarządzania w Gospodarce w Instytucie Zarządzania). Od 2016 Kierownik Zakładu Systemów Zarządzania w Instytucie Kapitału Ludzkiego, a od 2020 pracownik Katedry Badań nad Infrastrukturą i Mobilnością SGH. Wykładała także na studiach EMBA w Instytucie Nauk Ekonomicznych PAN. W latach 1995–1996 stypendystka Programu Fulbrighta w Carlson School of Management, University of Minnesota, oraz Fundacji na rzecz Nauki Polskiej (1997).
Obszar jej zainteresowań naukowych to zarządzanie strategiczne i zarządzanie międzynarodowe, ze szczególnym uwzględnieniem współpracy przedsiębiorstw. Jej zajęcia kilkakrotnie znalazły się na liście dziesięciu najwyżej ocenianych przez studentów SGH zajęć dydaktycznych (tzw. lista TOP 10).
W latach 2002–2003 dyrektor Departamentu Badań w Polskiej Agencji Informacji i Inwestycji Zagranicznych, w latach 2003–2005 ekspert w Biurze Spraw Międzynarodowych Kancelarii Prezydenta RP, gdzie m.in. współorganizowała Europejski Szczyt Gospodarczy w Warszawie (2004). W latach 2005–2006 radca ds. ekonomicznych i handlowych w Ambasadzie Rzeczypospolitej Polskiej w Meksyku. Od 2016 pełnomocnik Dyrektora ds. organizacji badań naukowych w Instytucie Lotnictwa. W latach 2017−2022 kierownik studiów Executive MBA w Instytucie Nauk Ekonomicznych PAN. W latach 2021−2023 członek rady nadzorczej APN Promise SA.
Jest ekspertem w Programie Inteligentny Rozwój Ministerstwa Rozwoju. Członkini zespołu redakcyjnego czasopisma „Gospodarka Materiałowa i Logistyka”, a także rad programowych czasopism: „Engineering Management in Production and Services”, „Forum Scientiae Oeconomia” i „Zeszyty Naukowe Wyższej Szkoły Humanitas. Zarządzanie”.

## Wybrane publikacje
- J. Cygler, S. Wyka: Digital internationalisation through R&D collaboration amongst research institutes The Łukasiewicz Research Network – Institute of Aviation case study [w:] M.K. Witek-Hajduk, M. Górska Grginović, and B. Targański (eds.) Digital Internationalization of Firms. Routledge, 2025, s. 73–96. ISBN 978-1-041-02022-6.
- J Cygler, K. Dębkowska. The Reconfiguration of Relations within the Business Ecosystem: Response to the COVID-19 Pandemic. „Journal of Management and Financial Services”. 55, s. 9–35, 2025.
- J. Cygler i in.. Benefits and Drawbacks of Coopetition: The Roles of Scope and Durability in Coopetitive Relationships. „Sustainability”. 2018, 10(8), August 2018.brak numeru strony
- J. Cygler, W. Sroka: The Boundaries of Coopetition: A Case Study of Polish Companies Operating in the High-Tech Sector [w:] J. Ateljević, J. Trivić Economic Development and Entrepreneurship in Transition Economies. Springer, 2016, s. 253-269. ISBN 978-3-319-28855-0.
- J. Cygler: Structural Pathology in Inter-organizational Networks and the Decision-Making Autonomy of Its Members [w:] W. Sroka, Š. Hittmár Management of Network Organizations. Springer, 2015, s. 181–195. ISBN 978-3-319-17346-7.
- J. Cygler, M. Aluchna, E. Marciszewska, M.K. Witek-Hajduk, G. Materna: Kooperencja przedsiębiorstw w dobie globalizacji. Wyzwania strategiczne, uwarunkowania prawne. Warszawa: Wolters Kluwer Polska, 2013. ISBN 978-83-264-4360-2. Brak numerów stron w książce
- J. Cygler. Guanxi – chińska koncepcja sieci. „Przegląd Organizacji”. 6, s. 14–18, 2011.
- J. Cygler: Kooperencja przedsiębiorstw. Czynniki sektorowe i korporacyjne. Warszawa: Oficyna Wydawnicza Szkoły Głównej Handlowej, 2009. ISBN 978-83-7378-421-5. Brak numerów stron w książce
- J. Cygler: Alianse strategiczne. Warszawa: Difin, 2002. ISBN 83-7251-223-X. Brak numerów stron w książce

## Odznaczenia
- Srebrny Krzyż Zasługi (za zasługi w działalności na rzecz rozwoju nauki, 2011)[17]